# Arrondissement di Dole
L'arrondissement di Dole è un arrondissement dipartimentale della Francia situato nel dipartimento del Giura, nella regione della Borgogna-Franca Contea.

## Storia
Fu creato nel 1800 sulla base dei preesistenti distretti.

## Composizione
L'arrondissement è composto da 125 comuni raggruppati in 10 cantoni:
- cantone di Chaussin
- cantone di Chemin
- cantone di Dampierre
- cantone di Dole-Nord-Est
- cantone di Dole-Sud-Ovest
- cantone di Gendrey
- cantone di Montbarrey
- cantone di Montmirey-le-Château
- cantone di Rochefort-sur-Nenon
- cantone di Villers-Farlay